# Koreja
| Sjeverna Koreja |  | Sjeverna Koreja |
| Sjeverna Koreja |  | Južna Koreja    |

Koreja je poluotok u istočnoj Aziji između Žutoga mora na zapadu i Japanskoga mora na istoku. Površina je 220.840 km2. Proteže se u duljini od oko 1000 km, širok do 350 km. Ukupna duljina obale 4900 km (zapadna i južna obala razvedenije od istočne). Pred južnom obalom mnogobrojna otočja i otoci. Istočni dio poluotoka je brdovit, rjeđe naseljen dok je u zapadnom, nižem dijelu središte naseljenosti (Seoul, Pyongyang i dr.). 
Kontinentalna klima u unutrašnjosti, oceanska u primorju. Bogata hidrografska mreža, veće rijeke: Naktong, Han, Kum, Taedong. Pred jugozapadnom obalom je bogato ribolovno područje. Na poluotoku se nalaze dvije države: Sjeverna i Južna Koreja. Povijest Sjeverne i Južne Koreje nužno je promatrati kao jedinstvenu sve do završetka II. svjetskoga rata kada je, u prvom redu zbog nastanka hladnoratovskih društveno-političkih i ideološki suprotstavljenih blokova, zajednička povijest ovih dviju država nasilno prekinuta. 
Suvremena korejska nacija nastala je miješanjem prastanovnika Korejskog poluotoka i doseljenika iz Mandžurije i Sibira. U II. stoljeću područje Južne Koreje zauzela je kineska vojska. Godine 57. na jugoistoku Koreje utemeljena je država Silla, 17. na jugozapadu država Paekche, a na sjeveru država Koguryo. U to vrijeme dolazi do snažna kineskoga civilizacijskog utjecaja pa Korejci preuzimaju budizam, kinesko pismo i upravno uređenje. U drugoj polovici VII. stoljeća država Silla priključila je Paekche i Koguryo, čime je za sljedeća dva stoljeća poluotok bio ujedinjen. Godine 936. nakon raspada države Silla, general Wang Kon utemeljio je državu Koryő kojom se proširio konfucijanizam. Od početka XIII. stoljeća do 1368. poluotokom su vladali Mongoli, a od 1392. do 1910. državom je vladala korejska dinastija Yi. Iako su 1627. Koreju osvojili Mandžurci, državom je nominalno i dalje vladala dinastija Yi. 
Od sredine XIX. stoljeća Južna Koreja, pod pritiskom Japana, SAD-a i europskih sila, izlazi iz razdoblja gospodarskog i trgovačkog izolacionizma. Tada su formirane dvije temeljne političke opcije. S jedne strane bili su konzervativni političari koji su podržavali izolaciju, dok su liberali bili otvoreni prema Japanu i drugim silama. Potkraj XIX. stoljeća u Koreji su se prelamali interesi Kine i Japana. Godine 1893. došlo je do kinesko-japanskog rata zbog Koreje. Kina je bila poražena i mirom u Shimonosekiju (17. travnja 1895.) prisiljena priznati korejsku nezavisnost. 
Godine 1905. Koreja je postala japanski protektorat, a 1910. anektirana je Japanu te je došlo do intenzivne gospodarske eksploatacije Koreje. Na konferenciji u Kairu (1943.) donesena je odluka prema kojoj je Koreja nakon II. svjetskoga rata imala postati nezavisna država. Odmah nakon rata (kolovoz 1945.) došlo je do podjele interesnih sfera između SSSR-a i SAD-a u Koreji, a linija razgraničenja išla je po 38. paraleli. 

## Unutarnje poveznice
- Korejski rat
- Sjeverna Koreja
- Južna Koreja
- Korejski poluotok
- Povijest Koreje

## Vanjske poveznice
- Korea and Koreans